# 红花八角
红花八角（学名：Illicium dunnianum）是五味子科八角属的植物，为中国的特有植物。分布于中国大陆的广西、福建、贵州、湖南、广东等地，生长于海拔400米至1,000米的地区，常生于湿润山坡、山地林中、山谷水旁、河流沿岸和岩石缝中，目前尚未由人工引种栽培。

## 别名
野八角、山八角